# One Piece mùa 5
Mùa thứ 5 của bộ anime truyền hình One Piece do Uda Kōnosuke làm đạo diễn và sản xuất bởi Toei Animation. Giống như phần còn lại của loạt phim, nội dung theo chân những chuyến phiêu lưu của Monkey D. Luffy và băng hải tặc Mũ Rơm, nhưng thay vì chuyển thể phần tương ứng trong nguyên tác manga One Piece của Oda Eiichiro, mùa phim lại có ba tiểu phần hoàn toàn độc lập và nguyên bản. Trong 5 tập phim đầu tiên, mỗi tập xoay quanh tuyến truyện riêng, lập thành tiểu phần "Dreams!" (ドリームス!). Ba tập phim tiếp theo lập thành tuyến truyện "Shutsugeki! Zenii Kaizoku Dan" (出撃! ゼニィ海賊団, tạm dịch. "Xuất phát! Cướp biển Zenny") và chú trọng vào chuyện băng Mũ Rơm gặp gỡ một chủ cho vay cũ. 5 tập phim cuối hợp thành tiểu phần "Niji no Kanata e" (虹の彼方へ, tạm dịch. "Tới bên kia cầu vồng") và kể về các nhân vật chính bị mắc kẹt trong một màn sương mù bí ẩn màu cầu vồng.
Mùa phim lúc đầu lên sóng từ 3 tháng 11 năm 2002 tới 2 tháng 2 năm 2003 trên Fuji Television tại Nhật Bản và được phát hành lên DVD trong 5 đĩa tuyển tập, mỗi tuyển tập chứa một đĩa với hai hoặc ba tập, do Avex Mode phát hành từ 3 tháng 3 tới 7 tháng 7 năm 2004. Sau đó mùa phim được cấp phép để đem đi biên tập lồng tiếng Anh và được phát sóng bởi 4Kids Entertainment. Mùa phim chuyển thể ấy kéo dài từ 4 tháng 8 năm 2007 tới 22 tháng 9 năm 2007 trên kênh Cartoon Network và lược bỏ 7 trong số 13 tập của mùa phim. Đây là mùa phim cuối được lồng tiếng Anh bởi 4Kids Entertainment. Bắt đầu từ mùa thứ 6, Funimation nhận trách nhiệm lồng tiếng các tập mới để phát sóng trên Cartoon Network. Cuối cùng họ bắt đầu tái lồng tiếng từ đầu để phát hành không cắt trên DVD và cho ra mùa phim thứ 5, tái đặt nhãn là "One Piece: Season Two – Seventh Voyage" vào ngày 11 tháng 5 năm 2010.
Bản Toei Animation sử dụng ba bản nhạc hiệu: một bài nhạc hiệu mở đầu và hai bản nhạc hiệu kết phim. Bài nhạc mở đầu là "Hikari e" (ヒカリヘ, tạm dịch, "Hướng tới ánh sáng") của nhóm The Babystars bằng tiếng Nhật và Vic Mignogna bằng tiếng Anh. Những bản nhạc hiệu kết là "Shining Ray" của Janne Da Arc bằng tiếng Nhật và Justin Houston bằng tiếng Anh ở hai tập đầu tiên, còn "Free Will" của Ruppina bằng tiếng Nhật và Kristine Sa bằng tiếng Anh trong các tập còn lại của mùa. Bản lồng tiếng của 4Kids Entertainment còn sử dụng nhạc hiệu gốc trong tác phẩm chuyển thể của họ.

## Danh sách tập phim
| Những giấc mơ!                |     |    | |                               |                 |                      |                     |
| 131                           | —   | 1  | "Bệnh nhân đầu tiên! Giai thoại về Thuốc viên biến hóa!" Chuyển ngữ: "Hajimete no Kanja! Ranburu Bōru Hiwa" (tiếng Nhật: はじめての患者! ランブルボール秘話)                                                                     | Endo Yuji                     | Shimada Michiru | 3 tháng 11 năm 2002  | —                   |
| 132                           | —   | 2  | "Hoa tiêu nổi loạn! Kiên định một giấc mơ!" Chuyển ngữ: "Kōkaishi no Hanran! Yuzure Nai Yume no Tame ni!" (tiếng Nhật: 航海士の反乱! ゆずれない夢の為に!)                                                                        | Kosaka Harume                 | Yamaguchi Ryōta | 10 tháng 11 năm 2002 | —                   |
| 133                           | —   | 3  | "Công thức gia truyền! Sanji - chuyên gia món cà ri!" Chuyển ngữ: "Uketsugareru Yume! Karē no Tetsujin Sanji" (tiếng Nhật: 受け継がれる夢! カレーの鉄人サンジ)                                                                   | Kadota Hidehiko               | Takegami Junki  | 17 tháng 11 năm 2002 | —                   |
| 134                           | —   | 4  | "Tôi sẽ làm cho nó rực rỡ nhất! Quả pháo khổng lồ của Usopp!" Chuyển ngữ: "Sakasete Misemasu! Otoko Usoppu Hachi Shaku Tama" (tiếng Nhật: 咲かせてみせます! 男ウソップ八尺玉)                                                    | Sakai Munehisa                | Takegami Junki  | 24 tháng 11 năm 2002 | —                   |
| 135                           | 99  | 5  | "Thợ săn hải tặc khét tiếng!" Chuyển ngữ: "Uwasa no Kaizoku Gari! Sasurai no Kenshi Zoro" (tiếng Nhật: 噂の海賊狩り! さすらいの剣士ゾロ)                                                                                         | Shimizu Junji                 | Takegami Junki  | 1 tháng 12 năm 2002  | 4 tháng 8 năm 2007  |
| Băng hải tặc Zenny xuất kích! |     |    | |                               |                 |                      |                     |
| 136                           | —   | 6  | "Zenny trên hòn đảo dê - Tàu hải tặc trên núi!" Chuyển ngữ: "Yagi no Shima no Zenii to Yama no Naka no Kaizoku Sen!" (tiếng Nhật: ヤギの島のゼニィと山の中の海賊船!)                                                             | Đạo diễn bởi : Fujise Junichi | Suga Yoshiyuki  | 8 tháng 12 năm 2002  | —                   |
| 137                           | —   | 7  | "Tiền lời tính sao đây? Tham vọng của Zenny Người Cho Vay!" Chuyển ngữ: "Mōkarimakka? Kanekashi Zenii no Yabō!" (tiếng Nhật: 儲かりまっか? 金貸しゼニィの野望!)                                                                  | Endo Yuji                     | Suga Yoshiyuki  | 15 tháng 12 năm 2002 | —                   |
| 138                           | —   | 8  | "Sự thật về hòn đảo kho báu! Hải tặc Zenny tấn công!" Chuyển ngữ: "Shima no Otakara no Yukue! Zenii Kaizoku Dan Shutsugeki!" (tiếng Nhật: 島のお宝の行方! ゼニィ海賊団出撃!)                                                     | Ikeda Yoko                    | Suga Yoshiyuki  | 22 tháng 12 năm 2002 | —                   |
| Beyond the Rainbow            |     |    | |                               |                 |                      |                     |
| 139                           | 100 | 9  | "Huyền thoại về sương mù bảy màu" Chuyển ngữ: "Nijiiro no Kiri Densetsu! Rurukajima no Rōjin Henzo" (tiếng Nhật: 虹色の霧伝説! ルルカ島の老人ヘンゾ)                                                                             | Kadota Hidehiko               | Yamaguchi Ryōta | 5 tháng 1 năm 2003   | 11 tháng 8 năm 2007 |
| 140                           | 101 | 10 | "Người dân ở miền đất vô danh" Chuyển ngữ: "Eien no Kuni no Jūnin! Panpukin Kaizoku Dan!" (tiếng Nhật: 永遠の国の住人! パンプキン海賊団!)                                                                                        | Sakai Munehisa                | Yamaguchi Ryōta | 12 tháng 1 năm 2003  | 25 tháng 8 năm 2007 |
| 141                           | 102 | 11 | "Hành trình trở về: Mồ chôn hải tặc không lối thoát" "Thoughts of Home! The Pirate Graveyard of No Escape!" Chuyển ngữ: "Kokyū e no Omoi! Dasshutsu Funō no Kaizoku Hakaba!" (tiếng Nhật: 故郷への想い! 脱出不能の海賊墓場!)     | Koyama Ken                    | Yamaguchi Ryōta | 19 tháng 1 năm 2003  | 1 tháng 9 năm 2007  |
| 142                           | 103 | 12 | "Nỗ lực phi thường! Âm mưu của Wetton và Tháp Cầu Vồng" "An Inevitable Melee! Wetton's Schemes and the Rainbow Tower!" Chuyển ngữ: "Ransen Hissu! Uetton no Yabō to Niji no Tō" (tiếng Nhật: 乱戦必死! ウエットンの野望と虹の塔) | Endo Yuji                     | Yamaguchi Ryōta | 26 tháng 1 năm 2003  | 15 tháng 9 năm 2007 |
| 143                           | 104 | 13 | "Huyền thoại bắt đầu! Phía cuối cầu vồng" "And so, the Legend Begins! To the Other Side of the Rainbow!" Chuyển ngữ: "Soshite Densetsu ga Hajimaru! Iza Niji no Kanata e" (tiếng Nhật: そして伝説が始まる! いざ虹の彼方へ)       | Directed by : Fujise Junichi  | Yamaguchi Ryōta | 2 tháng 2 năm 2003   | 22 tháng 9 năm 2007 |

## Băng đĩa tại gia

### Tiếng Nhật
| Phần     | Phần                        | Phần     | Tập                 | Ngày phát hành     | Chú thích |
| -------- | --------------------------- | -------- | ------------------- | ------------------ | --------- |
|          | 5thシーズン ドリームス!前篇 | piece.01 | 131–132             | 3 tháng 3 năm 2004 | [ 41 ]    |
| piece.02 | 5thシーズン ドリームス!前篇 | 133–135  | 7 tháng 4 năm 2004  | [ 42 ]             |           |
| piece.03 | 5thシーズン ドリームス!前篇 | 136–138  | 12 tháng 5 năm 2004 | [ 43 ]             |           |
| piece.04 | 5thシーズン ドリームス!前篇 | 139–140  | 2 tháng 6 năm 2004  | [ 44 ]             |           |
| piece.05 | 5thシーズン ドリームス!前篇 | 141–143  | 7 tháng 7 năm 2004  | [ 45 ]             |           |

### Tiếng Anh
Tại Bắc Mỹ, mùa phim được tái phân loại là phần kết của "Season Two" ở bản phát hành DVD của Funimation Entertainment. Bộ đĩa Season Two của Úc được đổi tên thành Collection 11.
| Phần                      | Phần         | Phần           | Tập                 | Ngày phát hành      | Ngày phát hành       | Ngày phát hành      | ISBN               | Chú thích |
| Phần                      | Phần         | Phần           | Tập                 | Mỹ                  | Liên hiệp Anh        | Úc                  | ISBN               | Chú thích |
| ------------------------- | ------------ | -------------- | ------------------- | ------------------- | -------------------- | ------------------- | ------------------ | --------- |
|                           | Mùa hai      | Seventh Voyage | 131–143             | 11 tháng 5 năm 2010 | N/A                  | 20 tháng 7 năm 2011 | ISBN 1-4210-2075-0 | [ 46 ]    |
| Collections               | Collection 6 | 131–156        | 12 tháng 6 năm 2012 | May 19, 2014        | N/A                  | ISBN 1-4210-2492-6  | [ 47 ]             |           |
| Treasure Chest Collection | Hai          | 104–205        | N/A                 | N/A                 | 31 tháng 10 năm 2013 | ISBN N/A            |                    |           |
| Voyage Collection         | Ba           | 104-156        | N/A                 | N/A                 | 4 tháng 10 năm 2017  | ISBN N/A            | [ 48 ]             |           |